# Hor Ohannesian
Hor Ohannesian –en ucraniano, Гор Оганнесян– (7 de agosto de 1994) es un deportista ucraniano de origen armenio que compite en lucha libre. En los Juegos Europeos de Minsk 2019 obtuvo una medalla de bronce en la categoría de 65 kg.

## Palmarés internacional
| Juegos Europeos | Juegos Europeos     | Juegos Europeos   | Juegos Europeos |
| Año             | Lugar               | Medalla           | Categoría       |
| --------------- | ------------------- | ----------------- | --------------- |
| 2019            | Minsk (Bielorrusia) | Medalla de bronce | 65 kg           |